# Аржеваж
Аржеваж — река в России, протекает по Юринскому району Республики Марий Эл. Устье реки находится в 6,7 км от устья Кумы по левому берегу. Длина реки составляет 14 км.
Исток реки находится в заболоченном лесу в 50 км к северу от посёлка Юрино неподалёку от границы с Нижегородской областью. Река течёт на юго-запад по ненаселённому заболоченному лесу. Впадает в Куму ниже посёлка Кузьмино.

## Данные водного реестра
По данным государственного водного реестра России относится к Верхневолжскому бассейновому округу, водохозяйственный участок реки — Ветлуга от города Ветлуга и до устья, речной подбассейн реки — Волга от впадения Оки до Куйбышевского водохранилища (без бассейна Суры). Речной бассейн реки — (Верхняя) Волга до Куйбышевского водохранилища (без бассейна Оки).
Код объекта в государственном водном реестре — 08010400212110000043687.